# Кокал-дуз-Алвис

Кокал-дуз-Алвис на карте штата.

Кокал-дуз-Алвис (порт. Cocal dos Alves) — муниципалитет в Бразилии, входит в штат Пиауи. Составная часть мезорегиона Север штата Пиауи. Входит в экономико-статистический микрорегион Литорал-Пиауиенси. Население составляет 5572 человек на 2010 год. Занимает площадь 324,863 км². Плотность населения — 17,15 чел./км².

## Демография
Согласно сведениям, собранным в ходе переписи 2010 г. Национальным институтом географии и статистики (IBGE), население муниципалитета составляет:
| Полное население                               | Полное население                               | Полное население                               | Полное население                               | 5572  |
| ---------------------------------------------- | ---------------------------------------------- | ---------------------------------------------- | ---------------------------------------------- | ----- |
| в том числе:                                   | Городское население                            | 1782                                           | Процент городского населения, %                | 31,98 |
|                                                | Сельское население                             | 3790                                           | Процент сельского населения, %                 | 68,02 |
|                                                | Мужское население                              | 2797                                           | Процент мужского населения, %                  | 50,20 |
|                                                | Женское население                              | 2775                                           | Процент женского населения, %                  | 49,80 |
| Плотность населения, чел/км²                   | Плотность населения, чел/км²                   | Плотность населения, чел/км²                   | Плотность населения, чел/км²                   | 17,15 |
| Население муниципалитета в % к населению штата | Население муниципалитета в % к населению штата | Население муниципалитета в % к населению штата | Население муниципалитета в % к населению штата | 0,18  |

По данным оценки 2016 года, население муниципалитета составляет 6028 жителей.

## Статистика
- Валовой внутренний продукт на 2003 год составляет 8 907 753,00 реалов (данные: Бразильский институт географии и статистики).
- Валовой внутренний продукт на душу населения на 2003 год составляет 1612,56 реалов (данные: Бразильский институт географии и статистики).
- Индекс развития человеческого потенциала на 2000 год составляет 0,509 (данные: Программа развития ООН).